# Принудна проституција
Принудна проституција, такође позната као нехотична проституција, је проституција или сексуална експлоатација која је производ присиле трећег лица. Термини „ принудна проституција“ или „присиљена проституција“ се појављују у међународним и хуманитарним конвенцијама попут Римског статута Међународног кривичног суда, међутим, неадекватно су тумачени и недоследно коришћени. „Принудна проституција“ се односи на услове успостављања контроле над особом која је даље принуђена на сексуалне активности.
Принудна проституција је кривични прекршај против човека јер је у питању повреда жртвиних људских права слободног кретања кроз принуду и због њихове комерцијалне експлаотације.

## Законска ситуација
Принудна проституција је противзаконита по обичајном праву у свим земљама. Разликује се од добровољне проституције чији законски статус зависи од земље. Тај статус варира од потпуно илегалног и кажњиво смртном казном, па све до легалног и регулисаног као занимање.
Док статус проституције одраслих зависи од јурисдикције, дечија проституција је илегална скоро у свим земљама.
Године 1949., Генерална скупштина УН усвојила је Конвенцију о сузбијању трговине људима и експлоатације проституције других. Ова конвенција замењује низ ранијих конвенција које покривају неке аспекте присилне проституције, и бави се другим аспектима проституције. Он кажњава врбовање и мамац на проституцију, као и одржавање бордела. У децембру 2013. године, Конвенцију је само је ратификовало 82 земаља. Један од главних разлога што није ратификована од стране многих земаља је зато што је проституција другачије дефинисана у неким земљама.
На пример, у земљама као што су Немачка, Холандија, Нови Зеланд, неки облици проституције и посредовања у вршењу проституције су легални и регулисани као занимања.

## Дечја проституција
Дечја проституција се сматра инхерентно, без пристанка и искориштавање, где деца, због својих година, нису законски у могућности да дају свој пристанак. У већини земаља дечја проституцији је илегално, без обзира да ли дете достиже ниже законско доба пристанка.
Од држава потписница Опционог протокола о продаји деце, дечјој проституцији и дечјој порнографији се тражи да се забрани дјечја проституција. Протокол дефинише дете као људско биће млађе од 18 година, "осим у случају када се раније пунолетство препознаје по закону земље". Протокол је ступио на снагу 18. јануара 2002. године, а од децембра 2013. Године 166 држава је потписало Протокол и још 10 држава потписали су, али још увек нису ратификовале.
Најгори облици дечјег рада, 1999 (Конвенција бр 104) Међународне организације рада (ИЛО) предвиђа да је употреба, врбовање или нуђење детета ради проституције је један од најгорих облика дечијег рада. Ова конвенција, усвојена 1999. године, предвиђа да земље које су га ратификовале морају елиминисати ту праксу хитно. Она има најбржи темпо ратификација у историји МОР од 1919.
У Сједињеним Америчким Државама, жртве трговине људима и Закона о заштити насиља из 2000. године сврстава било који "комерцијални сексуални чин [који] је изнуђен силом, преваром или принудом, или у којој је особа приморана да учествује у ову радњу није достигао 18 година ", да је" тежак облик трговине људима ". У многим земљама, посебно сиромашније земље, дечија проституција и даље веома озбиљан проблем, и бројни туристи из западног света путују у ове земље да се укључе у сексуални туризам. Тајланд, Камбоџа, Индија, Бразил и Мексико су идентификовани као водећи епицентри сексуалног искориштавања.

## Трговина људима
Трговина људима, нарочито девојака и жена, често доводи до присилне проституције и сексуалног ропства. Према извештају УНОДЦ, међународно, најчешће дестинације за жртве трговине људима су Тајланд, Јужна Кореја, Јапан, Израел, Белгија, Холандија, Немачка, Италија, Турска и Сједињене Државе. Главни извори трговине људима су Тајланд, Кина, Нигерија, Албанија, Бугарска, Белорусија, Молдавија и Украјина.
Након прве међународне конференције о спречавању трговине женама у Паризу 1885. године покренуто је низ иницијатива да се ограничи врбовање жена у сексуалну трговину. И Лига народа и Уједињене нације су покренули ово питање.
Канцеларија Уједињених нација за дрогу и криминал у извештају из 2010. оцењује да глобално, 79% идентификованих жртава трговине људима се трговало ради сексуалне експлоатације, 18% за присилни рад, и 3% за друге облике експлоатације. Европска комисија у септембру 2011. године на сличан начин процењује да се 75% људских жртава трговало за сексуалну експлоатацију, а остатак због принудног рада или других облика експлоатације.
Због нелегалне природе проституције и различитих методологија у одвајању принудног облика од добровољног, обим овог феномена је тешко прецизно проценити. Према извештају из 2008. од стране америчког кабинета: "На годишњем нивоу, у складу са Владом САД: спонзорисано истраживање завршеном 2006. године, 600.000 до 800.000 људи се тргује преко националних граница, што не укључује милионе људи унутар граница сопствене земље. Око 80% од транснационалних жртава су жене и девојке и до 50% су малолетници, а већина транснационалних жртава трговине људима је увучено комерцијалну сексуалну експлоатацију. " Извештајем из 2014. Европска комисија је утврдила да је од 2010. до 2013. године, укупно 30,146 људи регистровано као жртве трговине људима у 28 земаља чланица Европске уније. Њих, 69% су жртве сексуалне експлоатације.
У 2004. „ Економиста“ тврди да само мали део проститутки се експлицитно тргује против своје воље.
Протокол за спречавање, сузбијање и кажњавање трговине људима, посебно женама и децом (такође познат као Палермо протокол) је протокол уз Конвенцију Уједињених нација против транснационалног организованог криминала и дефинише трговину људима као "врбовање, превоз, трансфер, скривање или прихват особа, путем претње или употребом силе или других облика принуде, отмице, преваре, обмане, злоупотребе овлашћења или тешког положаја или давања или примања новца или користи да би се добио пристанак лица које има контролу над другим лицем лице, у циљу експлоатације ", због овога, претња, принуда, или употреба силе није потребно да се конституишу трговина, експлоатација постојеће рањивости - као што су економске угрожености или сексуалне угрожености – ови појмови су довољни. Сигма Худа специјални извештач УН-а о трговини људима, приметио да је "У највећем делу, проституција и заправо практикује у свету обично задовољавају елементе трговине. Међутим „Спасимо децу“ истичу разлику између трговине људима и проституцију, сматрајући их различитим питањима :. "Ово питање [трговине људима], међутим, бива заробљен у контроверзији и конфузији, када се проституција исто сматра као кршење основних људских права како одраслих жена и малолетника, а једнако је сексуалној експлоатацији пер се. Са овог становишта, трговина људима и проституција постају једнаке".

## Принудна и добровољна проституција
Што се тиче проституције, постоје три погледа: Аболиционизам (где се сматра да је проститутка жртва), регулација (где се сматра да је проститутка радник) и прохибитионизам (где се сматра да је проститутка криминалац). Тренутно су сви ти ставови заступљени у некој западној земљи.
За заговорника Аболитионистичког гледишта, проституција је увек присилна раднња, а проститутка је увек жртва. Они тврде да су већина проститутки приморане у пракси, било директно, од сводника и трговаца, индиректно, преко сиромаштва, наркоманије и других личних проблема, или, како је тврдио у последњих неколико деценија радикалних феминисткиња, као што су Андреа Дворкин, Мелисса Фарлеи и Кетрин Мекинон, само патријархалних друштвених структура и односа моћи између мушкараца и жена. Вилијам Д. Ангел сматра да је "већина" проститутки било присиљено кроз сиромаштво, недостатак образовања и запошљавања могућности. Кетлин Бери тврди да не треба да постоји разлика између "слободног" и "принудног", "добровољног" и "недобровољне" проституције, "јер сваки облик проституције је кршење људских права, увреда женствености која се не може сматрати достојанствен рад" . Француска Зелена странка тврди:. "Концепт" слободног избора "на проститутке заиста релативна, у друштву у коме је родна неравноправност институционализована" Браниоци Аболитионистичког гледишта сматрају да је проституција пракса која на крају доводи до менталног, емоционалног и физичког уништења жена које се баве у њој, и, као такав, то треба укинути. Као резултат таквих погледа на проституцију, Шведска, Норвешка и Исланд су донеле законе који криминализују клијенте проститутки, али не и проститутке сами.
За разлику од Аболитионистичког мишљења, они који су у корист легализације, не сматрају жене које се баве проституцијом као жртве, већ као независне одрасле жене које су данас избора који треба да се поштују. Маришка Мајоре, бивши проститутка и оснивач Информативног центра о проституцији, из Амстердама, сматра да: "У нашим [сексуалних радника '] очима је то професија, начин зараде, битно је да смо ми реално о овоме ... Проституција није лоша,.. то је само лоше ако се ради против нечије воље. Већина жена се саме опредељују за то.
Према заговорницима регулације, проституција треба сматрати легитимном активношћу, која мора бити призната и регулисана, у циљу заштите права радника и спречавања злоупотребе. Проститутке се третирају као сексуалне раднике који уживају бенефиције сличне другим занимањима. Светска повеља о правима проститутки (1985), коју је израдио Међународни комитет за права проститутки ", позива на декриминализацију" свих аспеката проституције одраслих, услед појединачних одлука ". Од средине 1970-их, сексуални радници широм света су се организовали, тражећи декриминализацију проституције, једнаку заштиту у складу са законом, побољшање услова рада, право на плаћање пореза, путовања и примају социјална давања као што су пензије. Као резултат таквих погледа на проституцију, земље попут Немачке, Холандија и Нови Зеланд имају потпуно легалну проституцију. Проституција се сматра посао као и сваки други, и макрои се виде као привредници. У свом схватању разлике између проституције и присилне проституције, Организација, Фонд за отворено друштво наводи: "сексуални рад обавља пристанак одраслих, где чин продаје или куповине сексуалних услуга није кршење људских права".

## Глобална ситуација

### Европа
У Европи, од пада Гвоздене завесе, земље бившег источног блока, као што су Албанија, Молдавија, Бугарска, Русије, Белорусије и Украјине су идентификовани као главне земаље за трговину женама и децом. Младе жене и девојке често су намамљене у богатијим земљама тако што им је обећан новац или посао из снова, а затим сведена на сексуално ропство. Процењује се да две трећине жена којима се трговало за проституцију широм света годишње долазе из Источне Европе и Кине, три четвртине које никада нису радиле као проститутке пре. Главне дестинације су Белгија, Холандија, Немачка, Италија, Турска, Блиски исток (Израел, Уједињени Арапски Емирати), Азија, Русија и Сједињене Државе.

### Америка
У Мексику, многе криминалне организације маме, а затим и заробљавају жене и користе их у борделима. Када жене постају бескорисне организацијама, они су често убијане. Често, криминалне организације фокусирају на сиромашне, незапослене девојке, и намаме их преко радних понуда (редовни послови), урађених преко билборда и плаката, смештених на улицама. У неким градовима, као Сиудад Хуарез, постоји висок степен корупције на свим нивоима на друштвеној лествици (полиција, судови, ...) који отежава да се бори против ове криминалне активности. Хотели у којима се чувају жене и који су познати полицији се такође често нису претешени / затворени од стране полиције. Нити су понуде за посао активно истражени.  Неке НВО, као што су  Nuestras Hijas de Regreso a Casa A.C.   покушавају да се боре против тога, али често без много успеха.
У САД,  2002. години, Амерички кабинет поновио је ранију процену Централне обавештајне агенције да сваке године око 50.000 жена и деце је доведено против своје воље у Сједињене Америчке Државе у циљу сексуалне експлоатације. Бивши државни секретар Колин Пауел је рекао да "Овде и у иностранству, жртве трговине људима бораве у нехуманим условима -. У јавним кућама, фабрикама, пољима, па чак и у приватним кућама" Поред међународно жртве трговине људима, амерички држављани се такође присиљавају на проституцију. Према подацима Националног центра за несталу и злостављану децу, "100.000 до 293.000 су деца у опасности да постану сексуално робље."

### Блиски исток
Источне европске жене које су жртве трговине људима су слате у неколико блискоисточних земаља, укључујући Турску и Уједињеним Арапским Емиратима. До 2004. године, Израел је био одредиште за трговину људима у индустрији секса.
Велики број ирачких жена које су бежале од рата у Ираку је присиљено на проституцију, док су други у иностранству, у земљама као што су Сирија, Јордан, Египат, Катар, Уједињених Арапских Емирата, Турској и Ирану. Само у Сирији, процењује се 50.000 ирачких избеглица дјевојке и жене, од којих су многе удовице, постале проститутке. Јефтине ирачки проститутке су допринеле томе да Сирија постане популарна дестинација за секс туристе пре сиријског грађанског рата. Клијенти долазе из богатијих земаља на Блиском истоку. Високе цене су понуђене девицама.

### Азија
У Азији, Јапан је главна земља дестинације за жртве трговине женама, посебно са Филипина и Тајланда. Истраживања која је спревео Амерички кабинет, сугеришу да Јапан (у већој или мањој мери) није у потпуности у складу са минималним стандардима за елиминацију трговине људима. Од 2009. године, како се процјењује, 200.000 до 400.000 људи је жртве трговине људима кроз југоисточну Азију, много тога за проституцију. Уобичајено је да се жене са Тајланда намаме у Јапан и продају под контролом Јакуза-кућама где су присиљени да раде по њиховој цени. Даље, у Јапану, предрасуда и одсуство анти-дискриминацијских аката често води трансжене у присилну проституцију. У Камбоџи најмање четвртина од 20.000 људи који раде као проститутке су деца са од којих нека имају чак и 5 година. До краја 1990-их, УНИЦЕФ је проценио да постоје 60.000 деце проститутки на Филипинима, описују Angeles City борделе као "ноторна" за пружање секс услуга са децом.
Последње деценије процењено је да сваке године 6.000-7.000 девојака које су жртве трговине људима јесте из Непала. Али, ови бројеви су недавно порасли значајно. Тренутни број за дјевојке којима се тргује из земље сада 10.000 до 15.000 годишње. Ово се погоршава како тврди Централна обавештајна агенција САД да већина девојака којима се тргује тренутно вреде, у свом распону као секс-раднице, око 250.000 америчких долара на тржишту секс-трговине.

#### Северна Кореја
Северна Кореја учествује у принудној проституцији. Девојке које имају и 14 година су принуђене да раде у киппумјо. Не раде све девојке у киппумјо као проститутке; није јасно да ли су само одрасле жене додељене на проституцију, или да ли постоји проституција деце. Остале киппумјо активности су масирање и полу-голо певање и плес. Према истом извору из априла 2005. године, "60 до 70% [Северна Кореја] пребега [у Народној Републици Кини] су жене, од којих је 70 до 80% су жртве трговине људима." Северне Корејске власти оштро кажњава или чак убија проститутке, као и њихову децу.

## Историјски развој

### Нацистичка Немачка
Немачки војни бордели су постављени од стране Трећег рајха током Другог светског рата кроз већег дела окупације Европе за коришћење Вермахта и СС војника.  Ови бордели су углавном нове креације, али на Западу, они су некада постављани коришћењем постојећих борделе, као и многе друге објекте. До 1942. године, било је око 500 војних бордели ове врсте у Европи немачке окупације. Често се радило о конфискованим хотелима чуваним од стране Вермахта, ови објекти користе да служи путне војнике и оне који су се вратили са фронта. Према подацима, најмање 34,140 европских жена су биле приморане да служе као проститутке током немачке окупације своје земље, заједно са женама заробљеника концентрационог логора бордела. У многим случајевима у источној Европи, жене које су укључене су киднаповани на улицама окупираних градова током немачке војске и полиције округлих уп зову łapanka or rafle.
У Другом светском рату, нацистичка Немачка основала је борделе у концентрационим логорима (Лагерборделл) да створи подстицај за затворенике да сарађују, иако су углавном користе ове институције за Капос, "Функционисање затвореника" и криминални елемент, јер редовни затвореници, без паре и мршави су обично исувише дебилитирани и опрезни изложености (СС) шеме. На крају, бордели логора нису дала никакав приметан пораст нивоа продуктивности рада затвореника, али уместо тога, створили тржиште за купоне међу ВИП члановима кампа.  Жене приморани у тим кућама су углавном из концентрационог логора Равенсбруцк, осим Аушвица, која је запошљавала своје затворенике. У комбинацији са немачким војним кућама у Другом светском рату, процењује се да је најмање 34,140 жене затвореници присиљавао на сексуално ропство током Трећег рајха.

### Жене за утеху
Жене за утеху јесте еуфемизам за жене које су радиле у војним кућама, нарочито од стране јапанске војске током Другог светског рата.
Процењује се да је 200.000 жена било укључено, са проценама као ниска као 20.000 од неких јапанских интелектуалаца и проценама до 410.000 из неких кинеских интелектуалаца. Међутим, и даље се води расправа око тачних бројки.  Историчари и истраживачи су изјавили да је већина из Кореје, Кине, Јапана и Филипина, али и жена из Тајланда, Вијетнама, Малезије, Тајвана, Индонезије, Источни Тимор и других јапански-окупираним територијама су користили у "удобности станица ". Станице су се налазили у Јапану, Кини, Филипинима, Индонезији, Малезији затим, Тајланду, затим Бурми, затим Нова Гвинеја, Хонг Конг, Макао, а шта је онда Француска Индокина.
Младе жене из земаља под јапанском царском контролом су наводно отете из својих домова. У неким случајевима, жене су регрутоване са понудама да раде у војсци. Утврђено је документовано да је сама јапански војни регрутују жене силом. Међутим, јапански историчар Икухико Хата је навео да није било организована приморана регрутација жена за утеху од стране јапанске владе или војске.
О броји и природи жена за утеху које су служиле јапанске војске током Другог светског рата још увек се активно расправља, а ствар је још увек веома политички и у Јапану и остатку источне Азије.
Многи војни бордели су вођене приватним агентима и под надзором корејске полиције. Неки јапански историчари, користећи свједочење бившег жена за утеху, тврде да је Јапанска царска војска и морнарица су директно или индиректно укључени у принуди, обмани, врбовању, а понекад и киднаповању младе жене широм Јапанске азијске колоније и окупиране територије.

## Религијски ставови

### Хиндуизам
У јужној Индији и источној индијској држави Ориса (Одиша), Девадаси је пристутна хиеродулицна проституција, са сличним уобичајеним облицима, као што су басави,  и обухвата приморавање девојчице и младе адолесцентне девојке из села које су у у ритуалним браковима у неком божанству или храм, које тада раде у храму и функционишу као духовни водичи, плесачице и проститутке сервисиране мушке поклоника у храму. Извештаји људских права тврде да Девадасис су присиљени на ову услугу и, бар у неким случајевима, да се бави проституцијом за чланове горње касте.
Разни државни владе у Индији усвојиле су законе о забрани ове праксе и пре независности Индије и недавно. Они укључују Бомбаи Девдаси Акт, 1934, Девдаси (Превенција посвећености) Мадрас Акт, 1947 Карнатака Девдаси (Забрана посвећености) Закона, 1982, анд Андхра Прадесх Девдаси (Забрана посвећења) Акт, 1988. Међутим, традиција се наставља у одређеним регионима Индије, посебно државама Карнатака и Андра Прадеш.